# 柳芳駅
柳芳駅（りゅうほうえき）は中華人民共和国北京市朝陽区に位置する北京地下鉄13号線の駅である。駅番号は1315。

## 駅構造

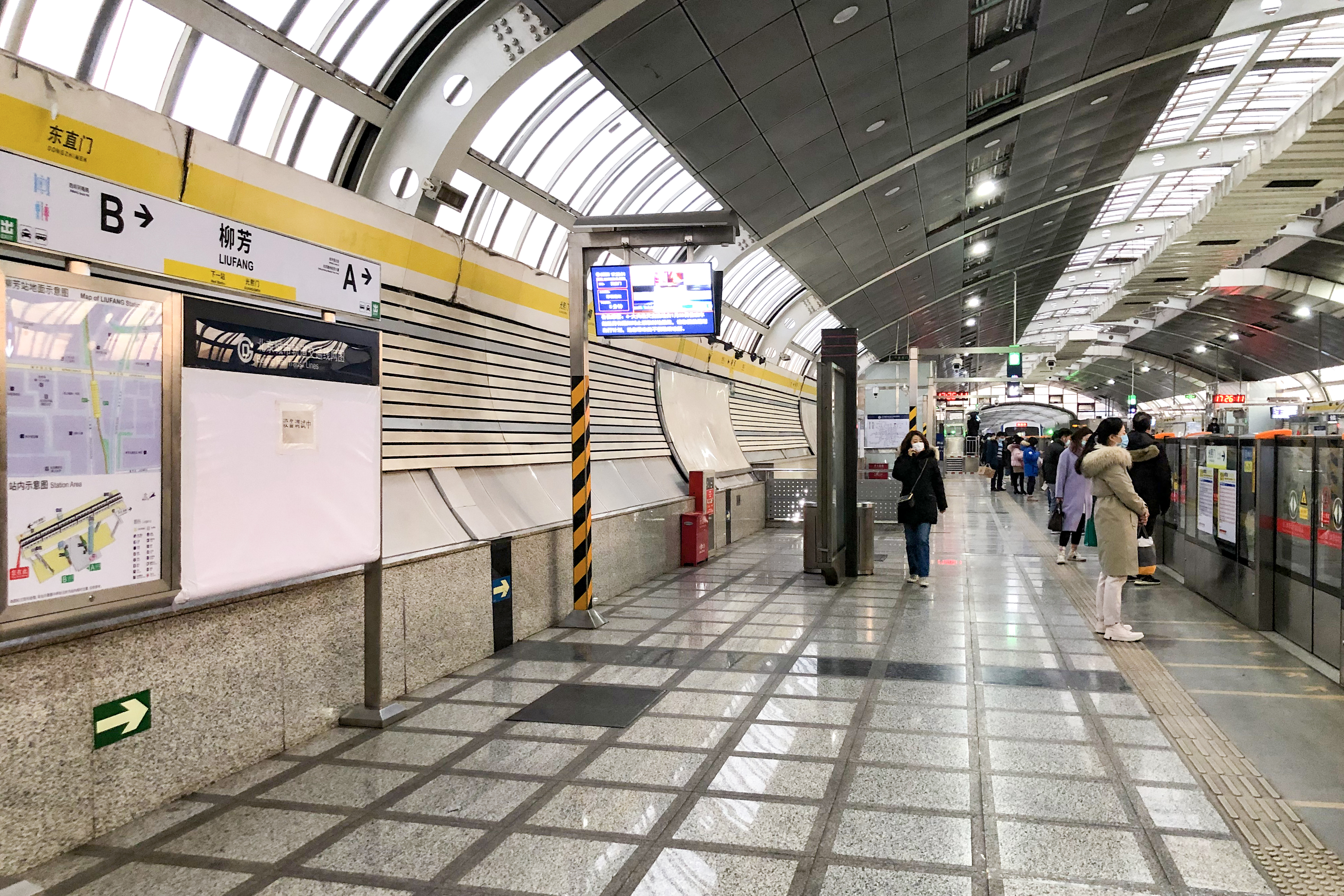
ホーム

相対式ホーム2面2線を有する高架駅。出口はAとBの2ヶ所ある。
| 13号線のりば | 相対式ホーム       |
| 13号線のりば | ←13号線 西直門方面 |
| 13号線のりば | 13号線 東直門方面→ |
| 13号線のりば | 相対式ホーム       |

## 駅周辺
- 金泰大厦
- 康弘俱楽部
- 五环賓館
- 北京市第一七一中学
- 104路快車総駅

## 歴史
- 2003年1月28日 - 開業。

## 隣の駅
北京地下鉄
■13号線
光煕門駅 (1314) - 柳芳駅 (1315) - 東直門駅 (1316)
座標: 北緯39度57分25秒 東経116度25分36秒 / 北緯39.95683度 東経116.42659度